# Hindley Green
Hindley Green – dzielnica miasta Hindley, w Anglii, w hrabstwie Wielki Manchester, w dystrykcie metropolitalnym Wigan. W 2011 roku dzielnica liczyła 11 186 mieszkańców.